# Gespräch in der „Kathedrale“
Gespräch in der ›Kathedrale‹ (span. Conversación en La Catedral) ist der dritte Roman des peruanischen Literatur-Nobelpreisträgers Mario Vargas Llosa aus dem Jahr 1969. Er ist ein Porträt Perus unter der Diktatur Manuel A. Odrías in den 1950er Jahren und beschreibt das Leben in verschiedenen sozialen Schichten. Eines der großen Themen des Romans ist der Ekel des Bürgersohns Santiago Zavala vor der korrupten Odría-Regierung (1948-1956).

## Handlung
In Lima trifft der 30-jährige Journalist Santiago Zavala, ein „jammervolles Bürgersöhnchen“ der „einen kleinen Posten in einer Zeitung“ hat, zufällig den Schwarzen Ambrosio Pardo, einen ehemaligen Fahrer seines verstorbenen Vaters. Beide suchen die Kaschemme ›La Catedral‹ auf und unterhalten sich etwa vier Stunden lang. Santiago ist Jahre schon von zu Hause weg, weil er nicht länger das leichte Leben eines Sohnes aus reicher Familie führen wollte.
1
Erzählt wird von jenen weit zurückliegenden Zeiten, als Santiagos Vater Fermín Zavala als Unternehmer dicke Geschäfte gemacht hatte – unter anderem, weil ihm sein Freund Cayo Bermúdez lukrative Regierungsaufträge zugeschanzt hatte. Genauer, die Vergangenheit wird ab dem Zeitpunkt aufgerollt, als Santiagos Mutter Señora Zoila das Hausmädchen Amalia hinausgeworfen hatte. Fermín Zavala baut nicht nur die Autostraße von Lima nach Pacasmayo, sondern betreibt auch ein pharmazeutisches Unternehmen. In Letzteres stellt er Amalia ein.
Cayo Bermúdez, aus Chincha von seinem alten Mitschüler, dem Junta-Innenminister Oberst Espina als Sicherheitsdirektor in die Odría-Regierungsmannschaft berufen, hatte seinen Jugendfreund Ambrosio als Chauffeur mit nach Lima genommen. Cayo Bermúdez hatte sich und seine Gattin Rosa in Chincha mit dem Verkauf von Traktoren über Wasser gehalten. Zwar musste Rosa in Chincha bleiben, wurde aber von Cayo Bermúdez finanziell unterstützt.
Fermín Zavala nennt sein Lieblingskind Santiago "Flaco" (dt. "der Schmächtige"). Er wird von der Schwester Teté und dem Bruder Chispas Intelligenzbestie gerufen. Santiago nimmt sein Jurastudium an der Universität San Marcos in Lima nicht sonderlich ernst. Dichter mag er nicht werden, doch ihm gefällt die Literatur. Er arbeitet unentschlossen in einer kommunistischen Zelle mit, bleibt aber lieber Sympathisant der Partei. Zerknirscht gesteht er den Genossen, sein Vater stehe der Regierung nahe. Santiago wird während der Vorbereitung eines Solidaritätsstreiks mit den Straßenbahnern verhaftet. Cayo Bermúdez hatte nicht erst bei Innenminister Oberst Espina nachgefragt, sondern die „Eiterbeule San Marcos“ kurz entschlossen aufgestochen. Sturmtruppen in der Universität – Espina ist außer sich. Cayo Bermúdez weiß, dass Leute wie Odría nicht ewig an der Macht bleiben. Er wird nach Odría der Prügelknabe sein.
Mit der Regierungstreue von Fermín Zavala war es nicht sehr weit her. Odría war enttäuscht, als der Gefolgsmann den „Senator“ abgelehnt hatte. Fermín Zavala vertraut dem Sohn an, er werde Odría eines Tages davonjagen. Trotzdem reicht sein Ansehen aus, um den hinter den Gittern einer Präfektur sitzenden Lieblingssohn Santiago persönlich herauszuholen. Cayo Bermúdez demütigt seinen Freund Fermín Zavala. Der Sohn Santiago hat von zu Hause aus mehrfach mit der Cahuide konspiriert. Fermín Zavala weiß somit, dass der Freund ihn überwacht. Ungeachtet verschiedener aussichtsreicher Angebote des Vaters war Santiago kurz nach seiner Entlassung aus der Haft von zu Hause weggegangen, hatte das Universitätsstudium abgebrochen und war schlecht bezahlter Journalist geworden.
2
Cayo Bermúdez avanciert nach einem Putschversuch des Obersten Espina zum Innenminister und hält sich fortan eine Geliebte – die Señora Hortensia. In ihrer luxuriösen Villa verkehrt diese Mätresse des Ministers unter anderem lesbisch mit ihrer besten Freundin, der Señorita Queta, einer Prostituierten. Die Arbeit in dem pharmazeutischen Betrieb war für Amalia nicht das Richtige gewesen. Nun ist sie als Hausmädchen bei Señora Hortensia untergekommen. Sobald die Señora außer Haus ist, klopft Chauffeur Ambrosio an Amalias Küchentür und schläft mit der jungen Frau. Zwar fürchtet Ambrosio, dass er mit Amalia ertappt wird und seinen Job verliert, doch er gesteht ihr seine Liebe.
In Arequipa kommt es zum Generalstreik. Auf einer Kundgebung wird dort unter anderem der Rücktritt von Cayo Bermúdez gefordert. Den Streik wollen die Arbeiter erst beenden, wenn der Innenminister zurückgetreten ist. Weil Fermín Zavala mit den Streikenden sympathisiert und er als Mitläufer des Verschwörers Oberst Espina gilt, wird er von Cayo Bermúdez verfolgt, geschäftlich fast ruiniert und muss sich außerhalb Limas verbergen.
Nach den Arbeiterunruhen werden Zivilisten wie Cayo Bermúdez aus der Regierung entfernt. Der Innenminister sucht das Weite; flieht nach Brasilien. Von Hortensia hat er sich nicht verabschiedet. Ein Militärkabinett regiert Perú. Der Streik in Arequipa wird beendet. Fermín Zavala, aus dem Versteck aufgetaucht, geht in Hortensias Villa ein und aus.
Chispas und Santiago treffen sich. Der Bruder hält dem Journalisten seine Abkehr von der Familie vor. Chispas hat die Lösung: auf der Stelle zu den Eltern fahren und sich versöhnen. Santiago geht nicht auf das Angebot ein. Er lebt weiter in seiner Pension. Teté fragt Santiago bei einer Begegnung aus. Die Schwester weiß gar nicht, dass sich der Bruder von den Kommunisten abgewandt und den Trinkern zugewandt hat.
3
Vargas Llosa vollführt einen Zeitsprung vorwärts. Anstelle von Odría ist plötzlich Prado Präsident. Als Journalist wird Santiago an den Tatort eines Verbrechens zitiert. Señora Hortensia wurde bestialisch ermordet. Der Abstieg der Musa, wie die Tote nun genannt wird, war nach der Flucht ihres Gönners Cayo Bermúdez unaufhaltsam fortgeschritten. Nach erheblichen finanziellen Schwierigkeiten war sie aus der Villa in bescheidene Wohnverhältnisse umgezogen und hatte sich auf ihren Beruf einer Sängerin besonnen. Die Songs und das Publikum waren in den verstrichenen Jahren anders und die „Königin des Nachtklubs“ ›Embassy‹ nicht jünger geworden. Die Musa Hortensia hatte getrunken, Tabletten geschluckt, einen Suizidversuch unternommen und mit ihrer Freundin Queta zusammengelebt. Die „Heimat“ der Prostituierten Queta ist das Bordell der Französin Ivonne. Ivonne kann Hortensia das hochnäsige Getue aus der Zeit in der Villa nicht nachsehen.
Zu Beginn des dritten Teils wird eine weitere nachzuerzählende Geschichte erwähnt. Ambrosio war gezwungen gewesen, von Lima in den Dschungel, genauer – in seinen Heimatort Pucallpa, zu fliehen. Dort in der Provinz war er finanziell ruiniert. Amalia, die ihn begleitete, wurde in der Urwaldstadt schwanger.
Zurück zur Mordgeschichte. Die Queta kann den Tod der Freundin nicht verwinden und klagt Ivonne ihr Leid. Aus dem Gespräch geht hervor, dass "Goldei" (Fermín Zavala) Hortensia umbringen lassen habe. Hortensia habe den reichen Unternehmer erpressen wollen. Fermín Zavala habe sich seines ehemaligen Chauffeurs Ambrosio als Mörder bedient, nachdem Fermín Zavala von Hortensia erpresst wurde. Hortensia wollte der Señora Zoila von der homosexuellen Beziehung ihres Gatten mit Ambrosio Mitteilung machen.
Ambrosio wird Vater: Amalia bringt ein Töchterchen zur Welt und nennt es Amalia Hortensia.
Da der Roman als Gespräch deklariert ist, erlaubt sich Vargas Llosa weitere Sprünge auf der Zeitskala:
Santiago will sich mit dem Vater versöhnen. Er warnt ihn; teilt ihm den Inhalt eines anonymen Schreibens an die Redaktion seiner Zeitung mit. Darin wird ein Schläger, der Chauffeur des Vaters, als Mörder genannt. Fermín Zavala verteidigt seinen Fahrer. Ambrosio sei kein Schläger. Der Vater habe Ambrosio von Cayo Bermúdez übernommen, weil der Innenminister einen Polizisten als Chauffeur haben wollte. Fermín Zavala klagt dem Sohn sein Leid. Die Regierungsaufträge, die ihm Cayo Bermúdez weggenommen hatte, sind an die Pradisten vergeben worden.
Ambrosio betätigt sich in Pucallpa als Fuhrunternehmer mit Omnibusfahrten ins 250 Kilometer entfernte Tingo María. Von seinem Teilhaber wird er betrogen und geschäftlich zu Grunde gerichtet. In Pucallpa erfährt Amalia, dass ihre Herrin Hortensia ermordet worden ist und befürchtet als ehemalige Angestellte polizeiliche Repressalien. In einem Gespräch unter vier Augen gesteht Ambrosio einem Freund von der Geheimpolizei, er habe Hortensia umgebracht, weil ihm sein Herr, der erpresste Don Fermín, leidgetan habe. Jener gute Freund war es auch gewesen, der Ambrosio in den Dschungel zurückgeschickt hatte. Der Verwandte des guten Freundes dort in Pucallpa war eine denkbar schlechte Empfehlung als Ambrosios neuer Geschäftspartner gewesen.
4
Wieder steht ein Blick in die Zukunft am Beginn des Romanteils. Fermín Zavala stirbt nach seinem zweiten Herzinfarkt. Zuvor war er in Begleitung von Frau und Tochter nach New York gereist und hatte sich dort untersuchen lassen.
Der Vater gibt die Hoffnung nicht auf. Santiago soll zusammen mit dem Bruder das Unternehmen weiterführen. Santiago sperrt sich dagegen; heiratet ohne Wissen von Eltern und Geschwistern die junge Krankenschwester Ana Rosa, ein dunkelhäutiges, dünnes, kleines Mädchen mit schiefen Beinen und schlechtem Atem. Ana hat das Herz auf dem rechten Fleck und gebraucht Kraftausdrücke. Als Santiago seine Frau daheim vorstellt, kommt es zum Eklat. Señora Zoila macht dem verlorenen Sohn eine Szene. Man trennt sich im Zorn.
Ihre nächste Schwangerschaft überlebt Amalia nicht. Die junge Frau und das Kind sterben bei der Geburt.
Fermín Zavala stirbt. Während der Trauerfeier versöhnt sich Ana mit der Schwiegermutter. Santiago hält aber auch nach der Aussöhnung Distanz zur Familie. Alle lukrativen Angebote des inzwischen sehr finanzkräftigen Bruders lehnt er ab.
Ambrosio kehrt mittellos nach Lima zurück und schlägt dort herrenlose Hunde in einem Sack tot. Seinen sozialen Absturz versteht Santiago nicht. Ambrosio hätte doch Santiagos Vater, als der noch lebte, um Hilfe bitten können.
Cayo Bermúdez ist wieder im Lande und bewohnt in Chaclacayo eine Villa. Im Garten befindet sich ein Schwimmbecken.

## Form
Der Roman  aus dem Jahr 1969  besteht aus vier Teilen, die kunstvoll ineinander verwoben sind. Die beiden Ebenen Gegenwart und Vergangenheit wechseln beständig. Mit der Gegenwart ist der Wortwechsel zwischen Santiago und Ambrosio in dem Lokal ›Kathedrale‹ gemeint und mit der Vergangenheit der Inhalt des Gesprächs. Außer den beiden Ebenen enthält der Text Passagen, die nicht in das simple Zwei-Ebenen-Modell passen. Gemeint sind solche Textstrecken, über denen der Leser meint, ein allwissender Erzähler spreche. Darunter fallen solche Abschnitte, über die Santiago und Ambrosio nichts aussagen können. Da schreibt Vargas Llosa zum Beispiel „...versuchte Amalia sich vorzustellen...“ oder „...dachte Queta...“. Es gibt noch andere Hinweise darauf, wer gerade erzählt. Ambrosio sagt zu Santiago „junger Herr“. Doch solche Fingerzeige sind in dem erzählerischen Irrgarten des ersten Teiles keine nennenswerte Orientierungshilfe. Vargas Llosa hält sich – wie angedeutet – nicht sklavisch an jenes Zwei-Ebenen-Konzept. Erzählerisch werden über die sieben Jahre der Odría-Regierung (1948-1956) hinaus reichlich vierzehn Jahre überspannt.

## Rezeption
- Bei Scheerer bleibt nach der Lektüre der Eindruck der Subjektivität des Mitgeteilten. Mehr noch – der Autor böte ein Gedankenspiel; präsentiere Gedankenbruchstücke.[19]
- Lentzen richtet das Augenmerk auf soziale Gefälle, zum Beispiel zwischen dem Cholo Cayo Bermúdez – Sohn eines reichen Geldverleihers[20] sowie dem „Neger“ Ambrosio[21] und geht auf die Stützen der Macht ein, als da sind Polizei, Geheimpolizei und bezahlte zivile Schläger.[22] Der sozial Stärkere beherrsche den Schwächeren; Fermín Zavala zwinge zum Beispiel Ambrosio zu homosexuellen Praktiken.[23] Schließlich morde Ambrosio sogar aus Untertänigkeit für seinen Herrn. Damit besiegelt der „Neger“ seinen sozialen Absturz, aus dem ihm Fermín Zavala nicht auffängt.[24] Gute Beziehungen sind in bürgerlichen Kreisen das A und O. Santiago bekommt die Stelle in der Zeitungsredaktion nur nach Fürsprache seines Onkels Clodomiro.[25] Fermín Zavala macht als Opportunist mit dem jeweils gerade Mächtigen Geschäfte. Lieblingssohn Santiago kann solche Moral nicht tolerieren und verlässt das Haus.[26]

### Verwendete Ausgabe
- Gespräch in der ›Kathedrale‹. Roman. Aus dem Spanischen von Wolfgang A. Luchting. Suhrkamp, Frankfurt am Main 1984 (deutsche Übersetzung: Claassen, Düsseldorf 1976), ISBN 978-3-518-37515-0 (st 1015)[27]

### Weitere Ausgaben in deutscher Sprache
- „Die andere Seite des Lebens“.  Roman. Aus dem Spanischen von Wolfgang A. Luchting. Claassen, Düsseldorf 1976, ISBN 3-546-46129-0

### Sekundärliteratur
- Thomas M. Scheerer: Mario Vargas Llosa. Leben und Werk. Suhrkamp, Frankfurt am Main 1991, ISBN 3-518-38289-6
- Norbert Lentzen: Literatur und Gesellschaft: Studien zum Verhältnis zwischen Realität und Fiktion in den Romanen Mario Vargas Llosas. Romanistischer Verlag, Bonn 1994 (Diss. RWTH Aachen 1994), ISBN 3-86143-053-3